# Zhang Yufei
Zhang Yufei (en chino: 张雨霏; Xuzhou, 19 de abril de 1998) es una deportista china que compite en natación, especialista en los estilos libre y mariposa.
Participó en tres Juegos Olímpicos de Verano, entre los años 2016 y 2024, obteniendo en total diez medallas, cuatro en Tokio 2020, oro en 200 m mariposa y en 4 × 200 m libre, y plata en 100 m mariposa y 4 × 100 m estilos mixto, y seis en París 2024, plata en 4 × 100 m estilos mixto y bronce en 50 m libre, 100 m mariposa, 200 m mariposa, 4 × 100 m libre y 4 × 100 m estilos.
Ganó trece medallas en el Campeonato Mundial de Natación entre los años 2015 y 2025, y seis medallas en el Campeonato Mundial de Natación en Piscina Corta entre los años 2014 y 2022.

## Palmarés internacional
| Juegos Olímpicos                    | Juegos Olímpicos      | Juegos Olímpicos  | Juegos Olímpicos        |
| Año                                 | Lugar                 | Medalla           | Prueba                  |
| ----------------------------------- | --------------------- | ----------------- | ----------------------- |
| 2020                                | Tokio (Japón)         | Medalla de oro    | 200 m mariposa          |
| 2020                                | Tokio (Japón)         | Medalla de oro    | 4 × 200 m libre         |
| 2020                                | Tokio (Japón)         | Medalla de plata  | 100 m mariposa          |
| 2020                                | Tokio (Japón)         | Medalla de plata  | 4 × 100 m estilos mixto |
| 2024                                | París (Francia)       | Medalla de plata  | 4 × 100 m estilos mixto |
| 2024                                | París (Francia)       | Medalla de bronce | 50 m libre              |
| 2024                                | París (Francia)       | Medalla de bronce | 100 m mariposa          |
| 2024                                | París (Francia)       | Medalla de bronce | 200 m mariposa          |
| 2024                                | París (Francia)       | Medalla de bronce | 4 × 100 m libre         |
| 2024                                | París (Francia)       | Medalla de bronce | 4 × 100 m estilos       |
| Campeonato Mundial                  |                       |                   |                         |
| Año                                 | Lugar                 | Medalla           | Prueba                  |
| 2015                                | Kazán (Rusia)         | Medalla de bronce | 200 m mariposa          |
| 2015                                | Kazán (Rusia)         | Medalla de bronce | 4 × 200 m libre         |
| 2017                                | Budapest (Hungría)    | Medalla de bronce | 4 × 100 m estilos mixto |
| 2022                                | Budapest (Hungría)    | Medalla de bronce | 50 m mariposa           |
| 2022                                | Budapest (Hungría)    | Medalla de bronce | 100 m mariposa          |
| 2022                                | Budapest (Hungría)    | Medalla de bronce | 200 m mariposa          |
| 2023                                | Fukuoka (Japón)       | Medalla de oro    | 100 m mariposa          |
| 2023                                | Fukuoka (Japón)       | Medalla de oro    | 4 × 100 m estilos mixto |
| 2023                                | Fukuoka (Japón)       | Medalla de plata  | 50 m mariposa           |
| 2023                                | Fukuoka (Japón)       | Medalla de bronce | 50 m libre              |
| 2023                                | Fukuoka (Japón)       | Medalla de bronce | 4 × 100 m libre         |
| 2025                                | Singapur (Singapur)   | Medalla de plata  | 4 × 100 m estilos mixto |
| 2025                                | Singapur (Singapur)   | Medalla de bronce | 4 × 100 m estilos       |
| Campeonato Mundial en Piscina Corta |                       |                   |                         |
| Año                                 | Lugar                 | Medalla           | Prueba                  |
| 2014                                | Doha (Catar)          | Medalla de bronce | 400 m libre             |
| 2016                                | Windsor (Canadá)      | Medalla de bronce | 200 m mariposa          |
| 2018                                | Hangzhou (China)      | Medalla de plata  | 4 × 100 m estilos       |
| 2021                                | Abu Dabi (EAU)        | Medalla de oro    | 200 m mariposa          |
| 2021                                | Abu Dabi (EAU)        | Medalla de bronce | 4 × 100 m estilos       |
| 2022                                | Melbourne (Australia) | Medalla de bronce | 50 m mariposa           |